# NGC 6229
NGC 6229 је збијено звездано јато у сазвежђу Херкул које се налази на NGC листи објеката дубоког неба.
Деклинација објекта је + 47° 31' 42" а ректасцензија 16h 46m 58,9s. Привидна величина (магнитуда) објекта NGC 6229 износи 9,4. NGC 6229 је још познат и под ознакама GCL 47.